# Lettre d'Amarna EA 4
La Lettre d'Amarna EA 4 est une continuation de la correspondance entre Kadashman-Enlil Ier et Amenhotep III.
La lettre fait partie d'une série de correspondances de Babylone vers l'Égypte, qui vont de EA 2 à EA 4 et de EA 6 à EA 14. EA 1 et EA 5 sont des correspondances de l'Égypte vers la Babylonie,,.
Dans une publication des traductions de William L. Moran, la lettre porte le titre de « Tromperie royale et menaces ».
La lettre traduite se lit comme suit :

« ...De plus, toi, mon frère, lorsque je t'ai écrit pour que tu épouses ta fille conformément à ta pratique de ne pas donner de fille, tu m'as écrit en disant : « Depuis des temps immémoriaux, aucune fille du roi d'Égypte n'est donnée à qui que ce soit ». Tu es roi, tu fais ce que tu veux. Si tu donnais une fille, qui dirait quoi que ce soit ? Depuis que j'ai reçu ce message, j'ai écrit à mon frère : les belles filles adultes de quelqu'un doivent être disponibles. Envoie-moi une belle femme comme si c'était ta fille. Qui dira qu'elle n'est pas la fille du roi ? Mais en restant sur ta décision, tu ne m'as envoyé personne. N'as-tu pas cherché toi-même la fraternité et l'amitié et ne m'as-tu pas écrit au sujet du mariage pour que nous puissions nous rapprocher l'un de l'autre, et n'ai-je pas, pour ma part, écrit au sujet du mariage pour cette même raison, la fraternité et l'amitié, pour que nous puissions nous rapprocher l'un de l'autre. Pourquoi donc mon frère ne m'a-t-il pas envoyé une seule femme ? Peut-être devrais-je, puisque tu ne m'as pas envoyé de femme, te refuser une femme comme tu l'as fait pour moi et ne pas l'envoyer. Mais mes filles étant disponibles, je ne te les refuserai pas.
Peut-être aussi que lorsque je t'ai écrit au sujet du mariage et lorsque je t'ai écrit au sujet des animaux... Maintenant, tu n'as pas besoin d'accepter la progéniture de ma fille que je t'enverrai, mais, envoie-moi tous les animaux qui te sont demandés.
Et pour ce qui est de l'or dont je t'ai parlé, envoie-moi ce que tu as sous la main, autant que possible, avant que ton messager ne vienne me voir, en toute hâte, cet été, soit au mois de Tammuz, soit au mois d'Ab, afin que je puisse terminer l'œuvre que j'ai entreprise. Si au cours de cet été, au mois de Tammuz ou d'Ab, tu envoies l'or dont je t'ai parlé dans ma lettre, je te donnerai ma fille. Alors, s'il te plaît, envoie l'or qui te convient. Mais si, au cours des mois de Tammuz ou d'Ab, tu ne m'envoies pas d'or et que je ne termine pas le travail dans lequel je suis engagé, à quoi bon te faire plaisir en m'envoyant de l'or ? Une fois que j'ai terminé le travail que j'ai entrepris, quel besoin ai-je d'or ? Tu pourrais donc m'envoyer 3 000 talents d'or, mais je ne les accepterais pas, je te les renverrais et je ne te donnerais pas ma fille en mariage. »